# Elecciones generales de San Vicente y las Granadinas de 1967
Elecciones generales tuvieron lugar en San Vicente y las Granadinas el 19 de mayo de 1967, menos de un año después de las elecciones previas. El resultado fue una victoria para el Partido Laborista de San Vicente, el cual obtuvo seis de los nueve escaños. La participación electoral fue de 82,6%.

## Resultados
| Partido                             | Votos  | %    | Escaños | +/– |
| ----------------------------------- | ------ | ---- | ------- | --- |
| Partido Laborista de San Vicente    | 14 501 | 53,8 | 6       | +2  |
| Partido Político del Pueblo         | 12 465 | 46,2 | 3       | –2  |
| Votos en blanco/nulos               | 312    | –    | –       | –   |
| Total                               | 27 278 | 100  | 9       | 0   |
| Electores registrados/participación | 33 044 | 82,6 | –       | –   |
| Fuente: Nohlen                      |        |      |         |     |